# Faunis tenuitata
Faunis tenuitata är en fjärilsart som beskrevs av Van Eecke 1913. Faunis tenuitata ingår i släktet Faunis och familjen praktfjärilar. Inga underarter finns listade i Catalogue of Life.